# Jingel
En jingel, av engelskans jingle, är en kort melodi. Jinglar kan i radiosammanhang användas mellan eller i musiken för att presentera information om radiostationen eller programmet som sänds, till exempel kanalnamn, frekvens och/eller slogan för stationen. Jinglar används också i ljudreklam. Kända exempel på sådana är McDonald's I'm lovin' it och Hemglassjingeln.
Michael B. Tretow har på omslaget till skivan Hystereo Hi-Lites skämtsamt beskrivit en jingel som "ett musikstycke som är så långt som alla musikstycken borde vara."